# Opalescentie
Opalescentie is een vorm van lichtverstrooiing in mineralen en gassen.

## Kleuren

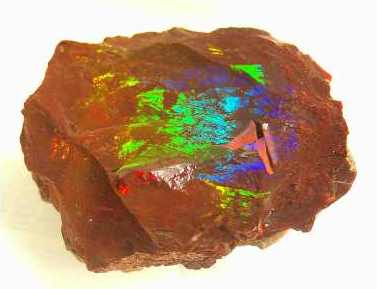
Opaal

Opalescerende materialen vertonen vrij sterke verstrooiing van zichtbaar licht. Kenmerkend is dat zij in de richting van de lichtbundel en loodrecht daarop verschillende kleuren vertonen. De term is afgeleid van het woord opaal en het kleurenspel in dit mineraal wordt dan ook wel opalescentie genoemd hoewel de twee definities niet geheel met elkaar overeenkomen.

## Kritische opalescentie
Een bijzondere vorm van opalescentie is die welke optreedt wanneer een systeem een kritisch punt bereikt. Dit geldt zowel voor het verdampingsproces (het evenwicht tussen vloeistof en gas)  als voor kritische mengbaarheid. Er treedt in de buurt van het kritisch punt kritische opalescentie op: een sterke vorm van lichtverstrooiing ten gevolge van de grote fluctuaties in dichtheid die in het fluïdum kunnen optreden.